# ザ・ラシアンズ
ザ・ラシアンズ（The Russians）は、1980年代中盤にアメリカ合衆国で活躍したプロレスラーのタッグチーム・ユニット。NWAのジム・クロケット・プロモーションズにおいて、ロード・ウォリアーズやロックンロール・エクスプレスとNWA世界タッグ王座を争った。
冷戦を意識してロシア人を名乗り、反米ヒール軍団として米ソ対立を煽っていたが、彼らがロシア（旧ソビエト連邦）出身であることはギミックである。

## メンバー
- イワン・コロフ（Ivan Koloff）
- ニキタ・コロフ（Nikita Koloff）
- クラッシャー・クルスチェフ（Krusher Khruschev）

この3者によるユニット以前にも、1980年代初頭にイワン・コロフがアレックス・スミルノフやニコライ・ボルコフと組んでいたタッグチームも "The Russians" と呼ばれることがあったが、便宜上の呼称であり正式なチーム名として定着しなかったため本項では省略する。

## 概要
1984年下期、ジム・クロケット・ジュニア主宰のNWAミッドアトランティック地区において、イワン・コロフとニキタ・コロフのタッグチームとして結成される。ニキタは同年にデビューした新人であり、イワンの「甥」という設定だった。
1985年3月18日、ダスティ・ローデス&マニー・フェルナンデスからNWA世界タッグ王座を奪取。クラッシャー・クルスチェフも同年よりメンバーに加わり、以降はトリオのユニットとして活動。ファビュラス・フリーバーズと同様に3者共有でタッグ王座を保持し、ロード・ウォリアーズやロックンロール・エクスプレスと抗争を繰り広げた。
1986年1月と10月にはニキタとクルスチェフのコンビで全日本プロレスに来日。ジャンボ鶴田&天龍源一郎、長州力&谷津嘉章などのチームと対戦した。同年9月28日には新設されたミッドアトランティック版USタッグ王座の争奪トーナメントにイワンとクルスチェフのコンビで出場。準決勝でローデス&マグナムTA、決勝でボビー・ジャガーズ&ダッチ・マンテルのカンザス・ジェイホークスを破り、初代王者チームとなった。
ニキタのベビーフェイス転向後はイワンとクルスチェフのタッグチームで活動していたが、1987年にクルスチェフがWWFに移籍し、デモリッションのスマッシュに変身。以後、イワン・コロフはウラジミール・ペトロフ（アル・ブレイク）を新パートナーに活動を続けたが、冷戦の終結に伴い反米ロシア人のギミックが前時代的になったこともあり、ラシアンズは解散した。

## 獲得タイトル
- NWA世界タッグ王座（ミッドアトランティック版）：2回（イワン・コロフ、ニキタ・コロフ、クラッシャー・クルスチェフ）[2]
  - 3者でタイトルを共有し、イワン&ニキタ、イワン&クルスチェフ、ニキタ&クルスチェフと3通りの組み合わせで防衛戦を行った。
- NWA世界6人タッグ王座（ミッドアトランティック版）：2回（イワン・コロフ&ニキタ・コロフ&クラッシャー・クルスチェフ）[9]
  - 1985年に戴冠。1986年1月末にクルスチェフが負傷欠場してからはバロン・フォン・ラシクが王座を引き継いだ。
- NWA USタッグ王座（ミッドアトランティック版）：1回（イワン・コロフ&クラッシャー・クルスチェフ）[7]
  - 1986年9月28日にトーナメント決勝でカンザス・ジェイホークス（ボビー・ジャガーズ&ダッチ・マンテル）を破って獲得、12月9日にロニー・ガービン&バリー・ウインダムに敗れるまで保持したが、戴冠中の10月24日にニキタがフェイスターンしてラシアンズを脱退。